# جيرالد ديفيس (صحفي)
جيرالد ديفيس (بالإنجليزية: Gerald Davis)‏ هو صحفي أمريكي، ولد في 1940، وتوفي في 1997.